# Ludwig Folliot de Crenneville
Graf Ludwig Folliot de Crenneville (* 23. Juni 1813 in Wien; † 21. April 1876 in Montreux) war ein österreichischer General der Kavallerie, Wirklicher Geheimer Rat und Inhaber des Husarenregiments Nr. 3.

## Herkunft
Seine Eltern waren der General Louis Charles Folliot de Crenneville (* 3. Juli 1763; † 21. Juni 1840) und dessen Ehefrau Victoria von Poutet (* 29. November 1789; † 10. Februar 1887).

## Leben
Er ging wie sein Vater in kaiserliche Dienste und kam im März 1829 als Kadett in das 8. Feldjäger-Bataillon. Vor dort wurde er bereits am 1. Mai 1829 als Unterlieutenant in das Kürassier-Regiment Nr. 2 versetzt. Anschließend kam er am 14. März 1831 als Oberlieutenant in das Infanterieregiment Nr. 48 (Gollner). Er wechselte wieder zu Kavallerie und kam am 1. Oktober 1833 Rittmeister 2. Klasse in das Husaren-Regiment Nr. 10 (Friedrich Wilhelm von Preußen). Dort wurde er am 1. Mai 1838 zum Rittmeister 1. klasse, am 16. Dezember 1844 zum Major, am 14. September 1848 zum Oberstleutnant und am 14. Mai 1849 zum Oberst befördert. Während der Feldzüge 1848 und 1849 in Ungarn und Italien war er Flügeladjutant des Feldzeugmeisters Baron Welden und des Feldmarschalls Graf Nugent. Dort erwarb er sich das Militär-Verdienstkreuze mit der Kriegsdekoration.
In den Jahren 1850 und 1851 war er Vorsteher der Kammer des Erzherzogs Ferdinand Max und begleitete ihn auf dessen ersten großen Seereisen. Außerdem war er Begleiter des Erzherzog Karl Ludwig zur Krönung des Königs Wilhelm von Preußen nach Königsberg.
Am 13. Januar 1852 erfolgte seine Beförderung zum Generalmajor und er kam als Brigadier nach Venedig und Mailand, und am 13. März 1758 als Kommandant in die Bundesfestung Mainz. Am 24. April 1859 wurde er dort zum Feldmarschall-Lieutenant ernannt. Nach dem Frieden von Villafranca im Jahr 1859 war er Präses der internationalen Grenzregulierungskommission.
Als Nächstes wurde er am 21. April 1860 als Adlatus zum kommandierenden General in Ungarn versetzt und zum Geheimen Rat ernannt. Am 24. November 1861 wurde er Präsident des Landes-Guberniums in Siebenbürgen. Im gleichen Jahr wurde er zweiter Inhaber des Husaren-Regiments Nr. 3 (König von Bayern) und 1866 dessen erster Inhaber. Außerdem erhielt er 1864 den Orden der eisernen Krone 1. Klasse und im Jahr 1867 das Großkreuz des kaiserlichen Leopold-Ordens.
Schließlich am 20. Juli 1867 wurde er unter gleichzeitiger Verleihung des Charakters eines Generals der Kavallerie in den Ruhestand versetzt.

## Familie
Folliot de Crenneville heiratete 1852 die Gräfin Ernestine Kinsky zu Wchiniz und Tettau (* 20. Oktober 1827; † 21. März 1917). Die blieb kinderlos.